# Johann David Starck
Johann David von Starck (3. května 1770 Kraslice – 10. listopadu 1841 Praha) byl šlechtic a podnikatel z rodu Starcků.

## Rodina
Jeho otec byl Josef Karl Starck a matka Maria Rosina-Rosalia/Riedl/Ridlin/ byla druhou ženou Josefa Karl Starcka.
Roku 1837 byl císařem Ferdinandem I. povýšen do šlechtického stavu s přídomkem Edler von Starck. Přídomek Edler byl dědičný. Na nejúspěšnějšího podnikatele Sokolovska upomínají dva obrazy v Krajském muzeu v Sokolově. Pohřben je v rodinné hrobce ve Starém Sedle.

## Podnikatelské úspěchy
Kolem 1793 v Stříbrné pronajal mosaznou huť, kde začal s výrobou olea tj. dýmavé kyseliny sírové vhodnou pro bělení látek a krajek. Následně zřídil v Tisové u Kraslic první přádelnu bavlny.
Jako palivo k výrobě užíval hnědé uhlí ze svého dolu ve Svatavě u Sokolova (1804) při němž byla založena osada Davidov s hnědouhelným dolem a oleovou hutí.
Dále své podnikání přenesl na Plzeňsko do minerálního závodu v Hromnicích (1802), v okolí Žichlic, Vražného, Lítého, Manětína, Čivic nad Liblínem, továrny v Dolní Lipnici (1815) a do chemičky ve Starém Sedle, kde měla firma sídlo. Další zpracování vitriolového kamínku probíhalo v lučebních dílnách zejména na Břasech a v Kaznějově. Vedle dolu v Kaznějově vlastní ještě hnědouhelný důl v Dolním Rychnově i výrobnu kamence v Mírové u Chodova, kamencárnu v Habartově (1840).
Největší chemická továrna byla v Božkově (1823). Vitriolovou břidlici a pyrit získával ze svých dolů u Třemošné a z malého hlubinného dolu Kristiánov (1830). Od roku 1926 byla v provozu v Břasech keramička.

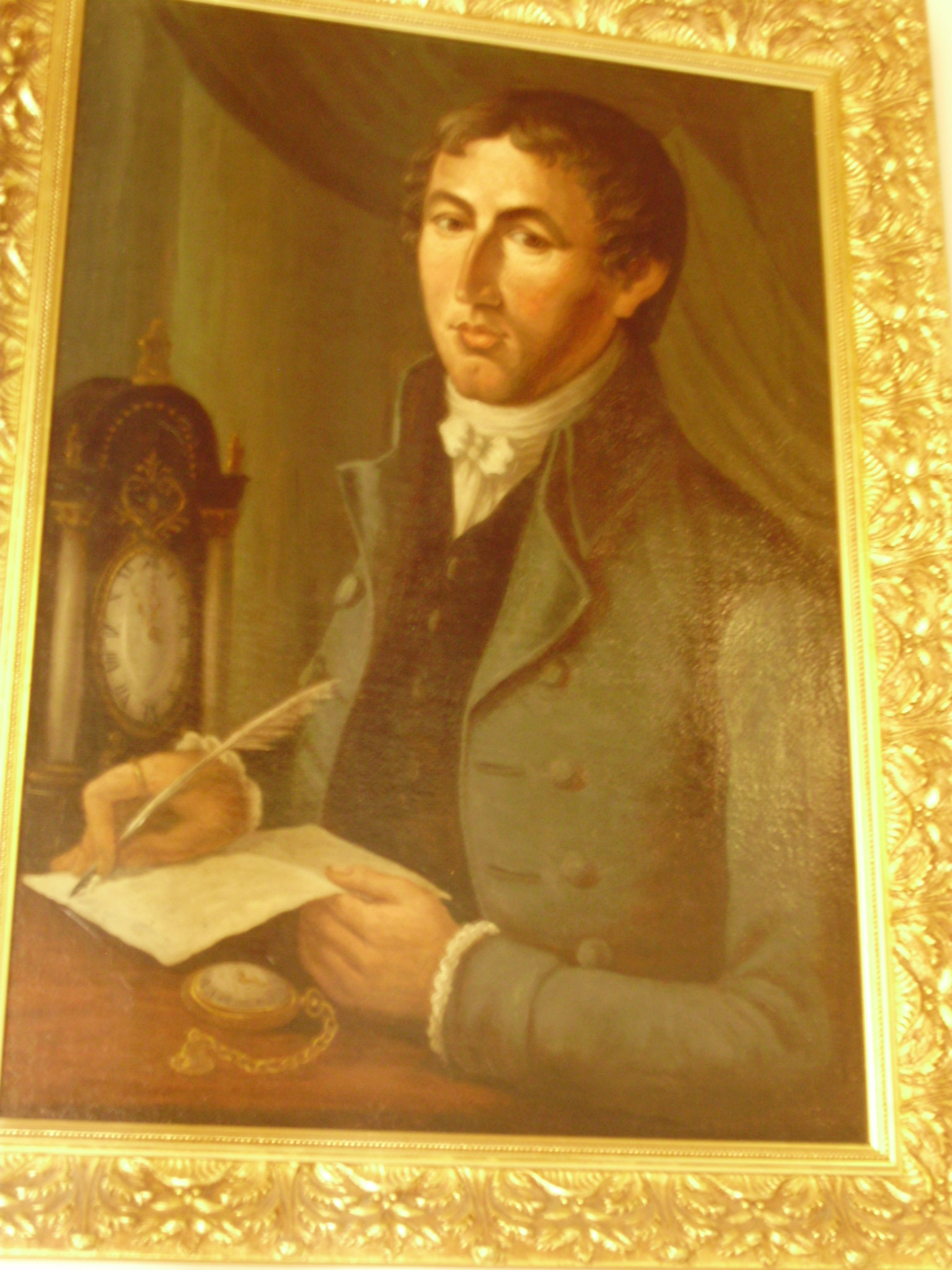
J. D. Starck
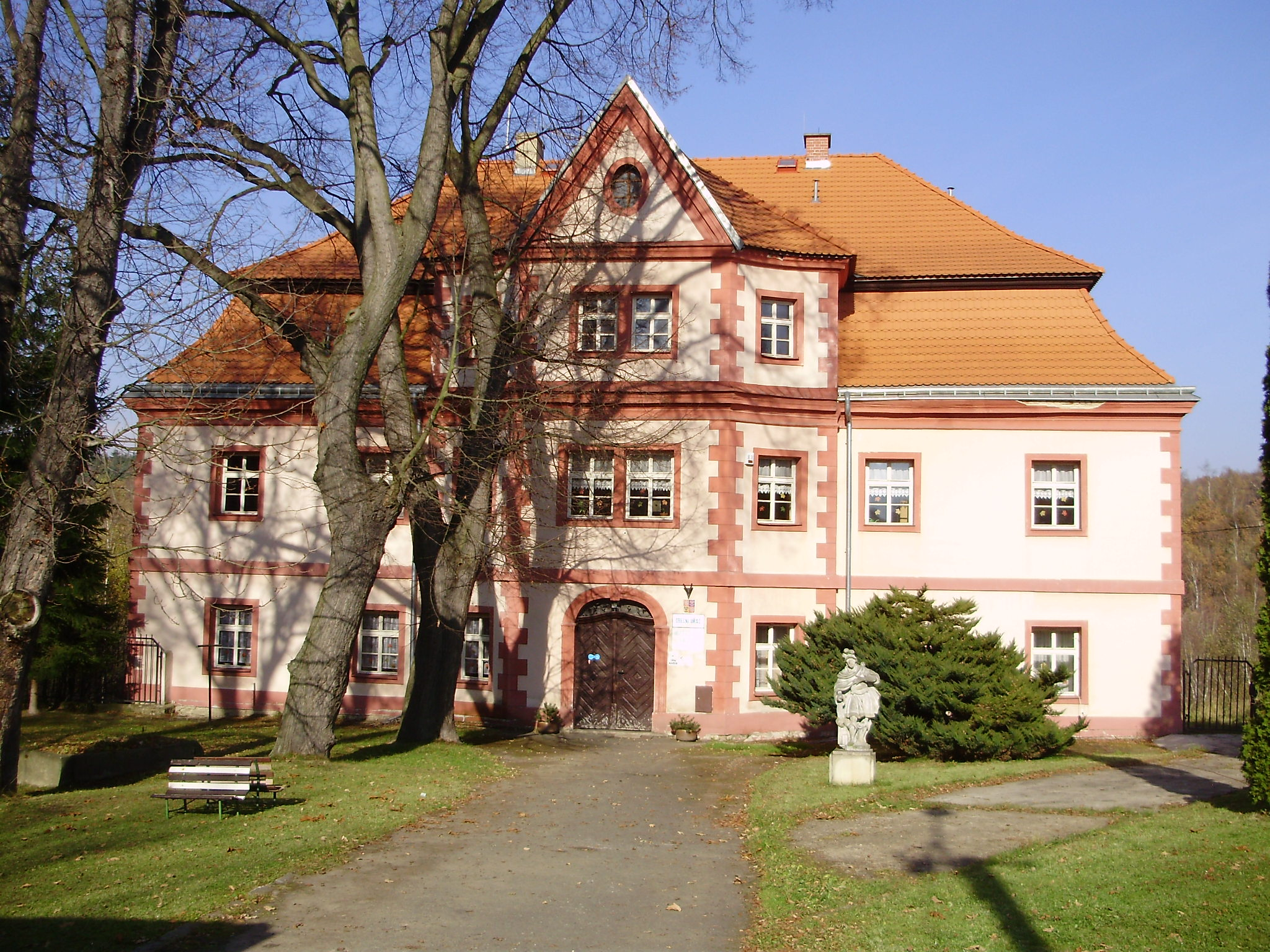
Sídlo firmy ve Starém Sedle
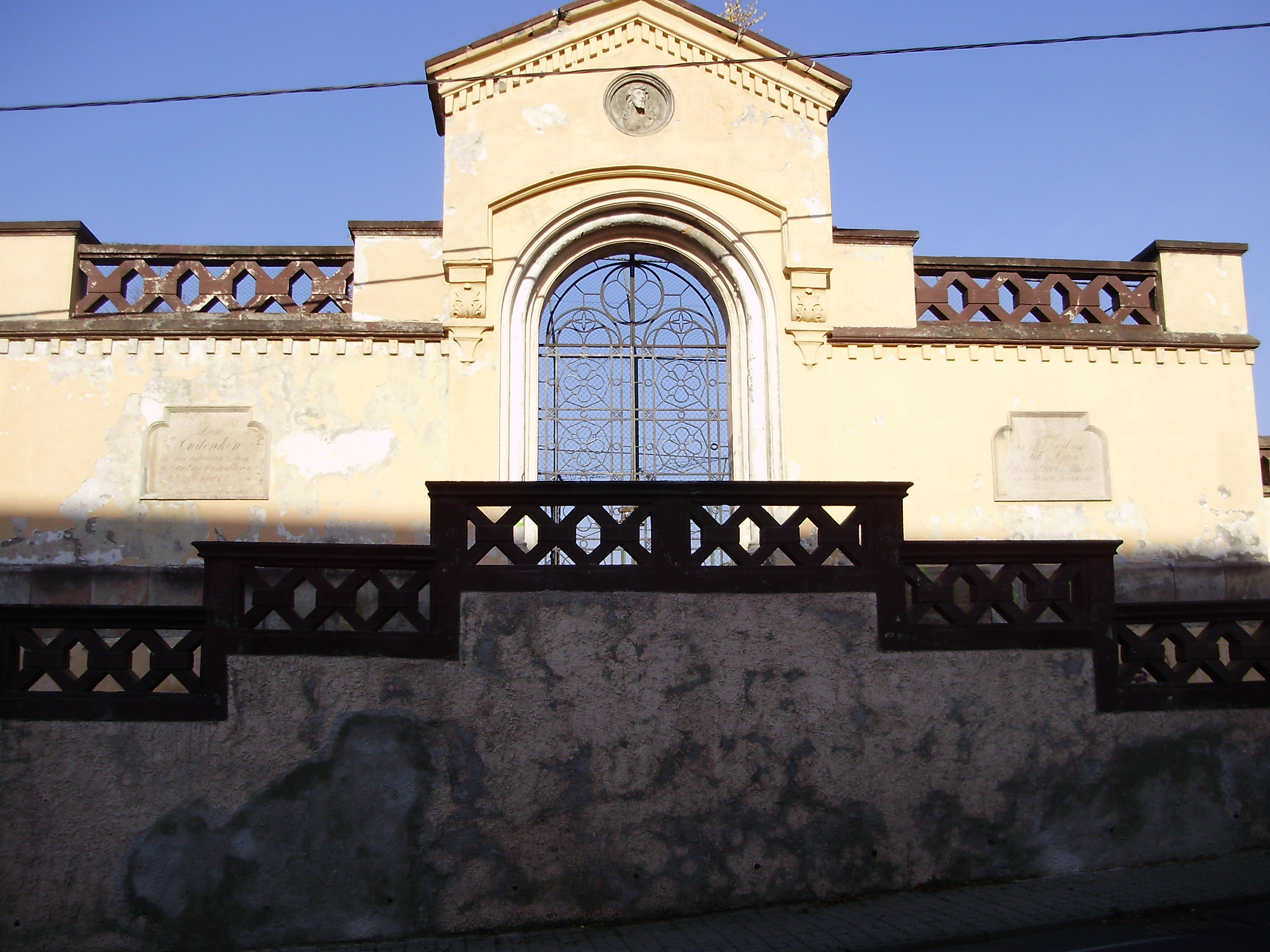
Hřbitovní zeď ve Starém Sedle
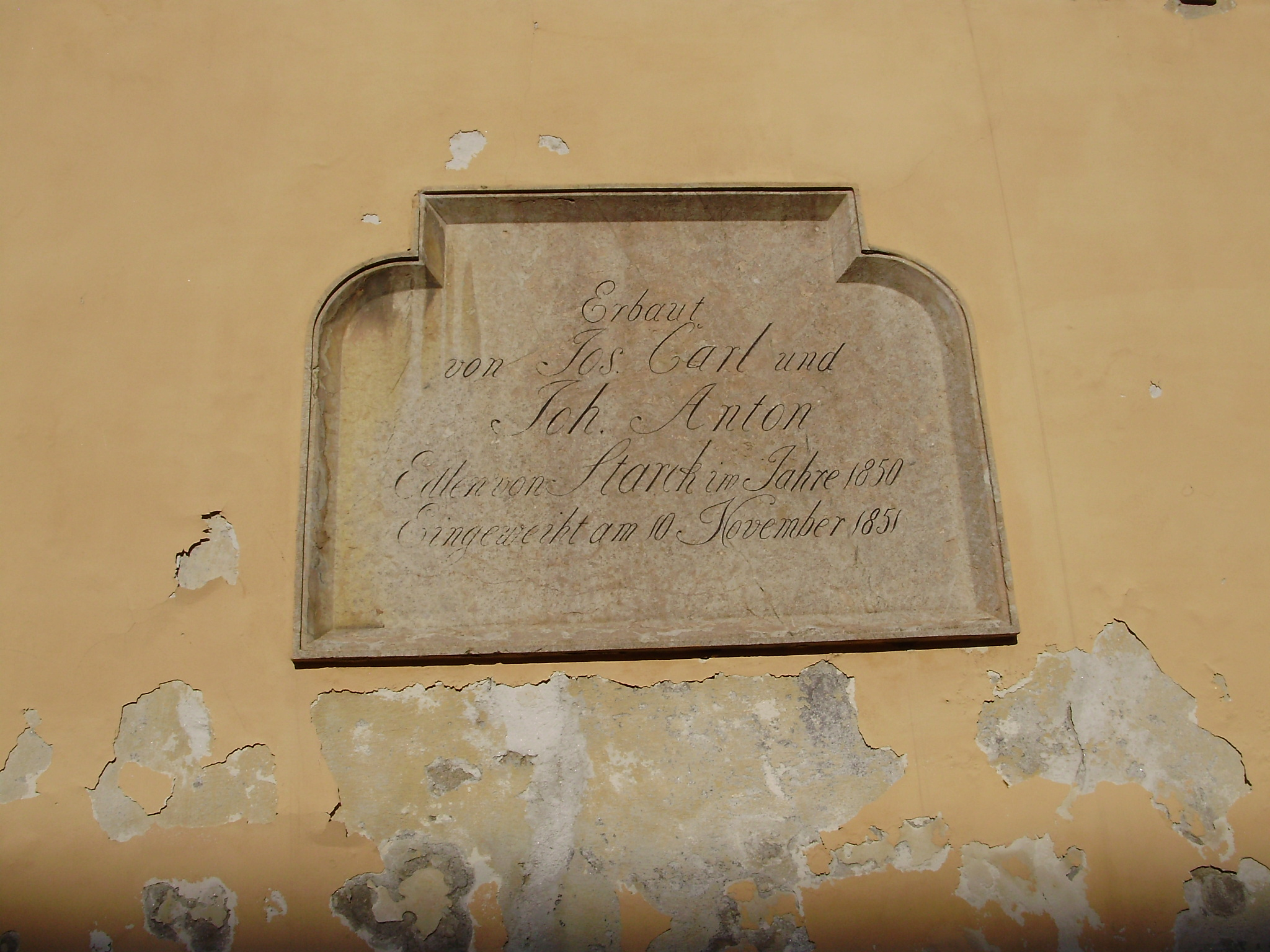
Staré Sedlo 1850–1851 Hrobka J. D. Starcka od synů Johanna Antona von Starcka a Josefa Carla von Starcka